# 斯圖爾特縣 (喬治亞州)
斯圖爾特县（英語：Stewart County）是美國喬治亞州西部的一個縣，西鄰阿拉巴馬州。面積1,200平方公里。根據美國2000年人口普查，共有人口5,252人，2005年增至4,882人。縣治蘭普金（Lumpkin）。
成立於1830年12月23日，縣名紀念美國獨立戰爭老兵、老羅斯福的外曾祖父丹尼爾·斯圖爾特（Daniel Stewart）。